# André Perraudin
André Perraudin MAfr (ur. 7 października 1914 w Bagnes, zm. 25 kwietnia 2003 w Sierre) – szwajcarski duchowny rzymskokatolicki, ojciec biały; wikariusz apostolski, arcybiskup i biskup Kabgayi.

## Biografia
25 marca 1939 otrzymał święcenia prezbiteriatu i został kapłanem Zgromadzenia Misjonarzy Afryki.
19 grudnia 1955 papież Pius XII mianował go wikariuszem apostolskim Kabgayi oraz biskupem tytularnym cataquaskim. 25 marca 1956 przyjął sakrę biskupią z rąk wikariusza apostolskiego Nyundo Aloysa Bigirumwamiego. Współkonsekratorami byli wikariusz apostolski Ngozi Joseph Germain Martin MAfr oraz koadiutor wikariusza apostolskiego Bukavu Louis Van Steene MAfr.
10 listopada 1959 wikariat apostolski Kabgayi podniesiono do rangi archidiecezji. Perraudin został wówczas arcybiskupem Kabgayi i stanął na czele metropolii obejmującej całą Rwandę. Był nim do 10 kwietnia 1976, gdy stolicę metropolii przeniesiono do Kigali, a nowym metropolitą został Rwandyjczyk. Abp Perraudin pozostał wówczas ordynariuszem, teraz już diecezji Kabgayi, zachowując ad personam tytuł arcybiskupa.
Jako ojciec soborowy wziął udział w soborze watykańskim II. 7 października 1989 wraz z osiągnięciem wieku emerytalnego, przeszedł na emeryturę, którą spędził w Szwajcarii.

## List pasterski z 1959
11 lutego 1959 bp Perraudin napisał głośny list pasterski w sprawie podziałów etnicznych w Rwandzie. Pisał w nim m.in.:

Wszystkie rasy są jednakowo godne szacunku i miłości przed Bogiem. [...] Chrześcijanie, bez względu na rasę, są między sobą więcej niż braćmi: uczestniczą w tym samym życiu w Chrystusie Jezusie i mają tego samego Ojca, który jest w niebie. Ten, który w
mówiąc Ojcze nasz, wykluczyłby ze swego serca człowieka innej rasy niż jego własna, tak naprawdę nie wzywałby Ojca, który jest w niebie, i nie zostałby wysłuchany. Nie ma jednego Kościoła ze względu na rasę, jest tylko Kościół katolicki, w którym, jak mówi apostoł Paweł Nie ma Żyda ani Greka, nie ma niewolnika ani wolnego, nie ma mężczyzny ani kobiety; wszyscy bowiem jedno jesteście w Chrystusie Jezusie. (Gal. 3.28)

Stwierdził również, że podziały etniczne w Rwandzie przekładają się na nierówności społeczne, gdyż bogactwo oraz władza polityczna, a nawet sądownicza jest w rękach jednej grupy etnicznej. Wezwał do nieoceniania przeszłości, tylko zmiany standardów organizacji społeczeństwa Rwandy, tak aby wszystkie grupy etniczne i społeczne miały te same prawa i te same możliwości oraz udział w sprawach publicznych. W tekście pojawia się także stwierdzenie, że moralność chrześcijańska wymaga, aby funkcje publiczne powierzano ludziom zdolnym i kompetentnym, natomiast przywileje, faworyzowanie i protekcjonizm albo dla jednostek, albo dla grup społecznych, nie byłoby zgodne z moralnością chrześcijańską. Jednocześnie podkreślił, że proponowanie konkretnych praw nie jest w kompetencjach Kościoła, tylko polityków.